# Karska oblast
Karska oblast (ruski: Карсская область, latinično: Karsskaja oblast) bila je jedna od oblasti Ruskog Carstva u zakavkaskom području, a postojala je između 1878. i 1917. godine. Glavni grad oblasti bio je Kars, koji se danas nalazi u Turskoj. 

## Povijest
Karska oblast stvorena je 1878. od dijela teritorije kojeg je Rusija osvojila od Osmanskog Carstva i kojeg je pripojila Sanstefanskim dogovorom. Područje oblasti pripadalo je Karskom i Čildirskom ajaletu prije 1845., te Erzurumskom ajaletu poslije 1845. godine.
Nakon što je ovo područje postalo dio Rusije, veliki dio muslimanskog stanovništva (82.000 prema ruskim izvorima) napustio je između 1878. i 1881. ovu regiju. Na njihovo mjesto doselili su se mnogi Armenci, Gruzijci i Rusi (uključujući vjerske skupine Molokana i Duhobora) iz drugih područja ruskog Zakavkazja.
Nakon Oktobarske revolucije 1917. godine, te raspada Carske Rusije, područje Karske oblasti su nakratko kontrolirale Demokratska Republika Armenija, te na sjeveru Demokratska Republika Gruzija. Turska je brzo nakon toga okupirala ovaj teritorij. Pripajanje većine područja bivše Karske oblasti u tursku državu službeno je potvrđeno 1921. godine Karskim dogovorom.

## Upravna podjela
Od 1881., Karska oblast sastoji se od četiri okruga:
- Karski okrug (Карсский округ)
- Ardahanski okrug (Ардаганский округ)
- Kagizmanski okrug (Кагызманский округ)
- Oltinski okrug (Ольтинский округ)

Između 1878. i 1881. postojali su i Zarišatski (Заришат) i Šoragjalski (Шорагял) okrug.

## Stanovništvo

### Popis 1892.
Godine 1892., ukupan broj stanovnika Karske oblasti bio je procjenjen na 200.868 osoba. Etnički sastav i vjerska pripadnost bili su sljedeći:
- Turci (uključujući i Adžare): 24% (sunitski muslimani)
- Armenci: 21,5%
- Kurdi: 15% (sunitski muslimani uz određeni broj jesida)
- Muslimani Karapapaki: 14% (suniti i određeni broj šijita)
- Aleviti Karapapaki (zabilježeni kao 'Turkmeni'): 5%
- Grci: 13,5% (pravoslavni kršćani)
- Rusi: 7% (većinom razne sekte, kao Molohani i Duhoborci)

Vjerski sastav stanovništva bio je sljedeći:
- pravoslavci: 14%
- sektaši (Molohani, Duhoborci itd.): 5%
- Armenska apostolska Crkva: 21%
- ostali kršćani: 0,75%
- muslimani: 53%, od kojih:
  - suniti: 46%
  - šijiti: 7%
- aleviti : 5%
- jesidi: 1,25%

### Popis 1897.
Prema popisu stanovništva u Ruskom Carstvu iz 1897., u Karskoj oblasti živjelo je 290.654 osoba, od čega
160.571 muškaraca i 130.083 žena. Prema ovom popisu može se zaključiti da je ili Brockhausov popis za 1892. bio netočan, ili da se u ovom razdoblju dogodilo veliko naseljavanje u ovaj kraj iz drugih ruskih pokrajina. Stanovništvo popisano prema materinskom jeziku bilo je:
- Turski jezici: 104.457, uključujući:
  - tatarski: 2,347
  - baškirski: 207
  - turski: 63,547
  - karapapački: 29,879
  - Turkmenski (aleviti Karapapaki): 8,442
- armenski: 73,406
- kurdski: 42,968
- grčki: 32,593
- Istočnoslavenski: 27,856, uključujući:
  - ruski: 22,327
  - ukrajinski: 5,279
  - bjeloruski: 250
- poljski: 3243
- židovski (jidiš itd.): 1,138
- litavski: 892
- kaldeansko neoaramejski ('asirijski'): 585
- perzijski: 568
- gruzijski: 543
- osetski: 520
- estonski: 455
- lezginski: 448
- njemački: 430

Među europskim etničkim skupinama puno je veći bio broj muškaraca nego žena. Npr. među govornicima poljskog ili litavskog jezika skoro svi su bili (99%) muškarci. Ovi podaci vjerojatno se odnose na vojnike ili na osobe prognane u ovo područje.